# Walter Scott

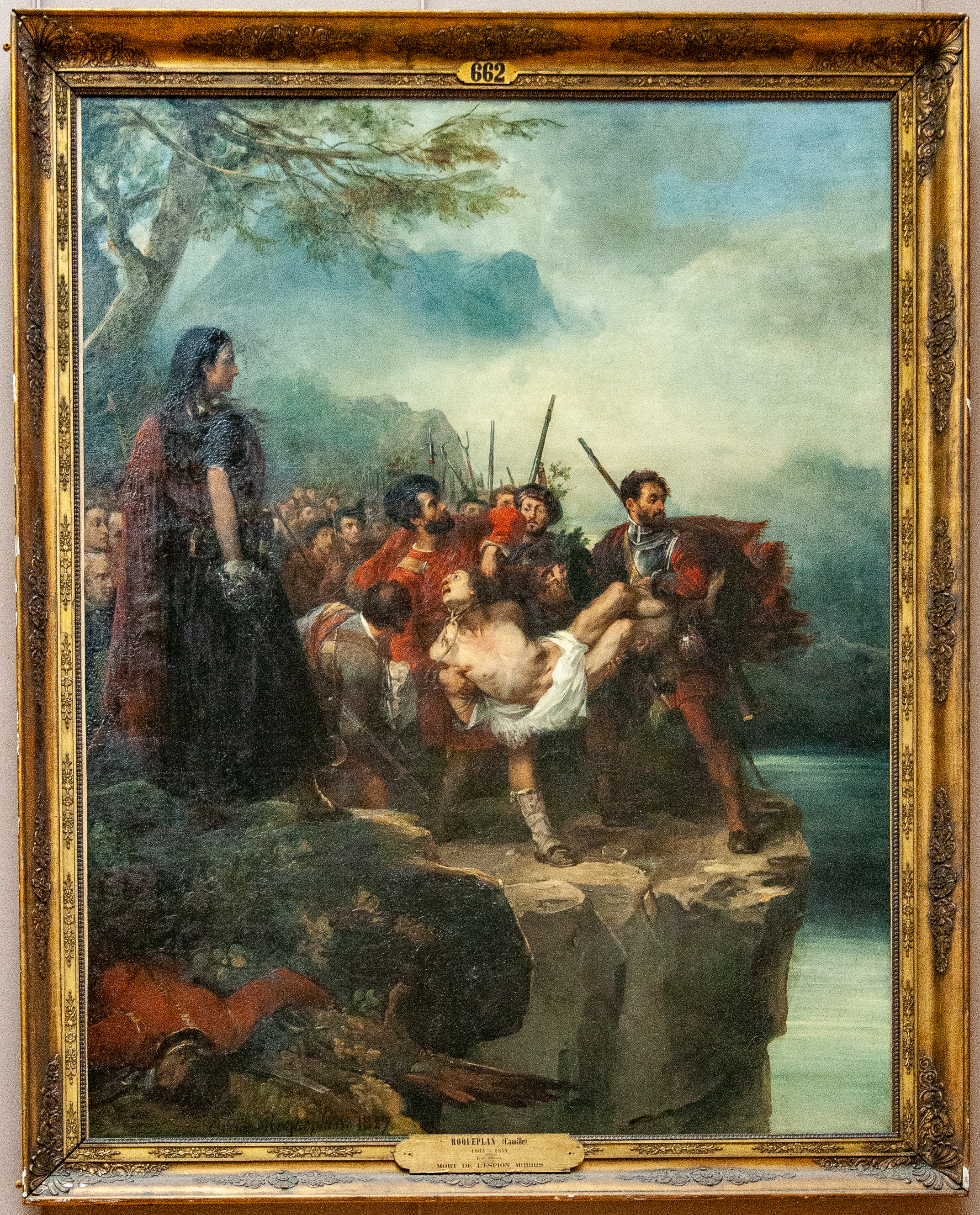
A Rob Roy regény drámai részlete festményen: a kém halála

Walter Scott (Edinburgh, 1771. augusztus 15. – Abbotsford, 1832. szeptember 21.) skót költő, regényíró, az angol nyelvű romantika kimagasló alakja.

## Jelentősége
Elsősorban a regénytechnika megújításában és a realista táj- és környezetábrázolásban alkotott maradandót.
Alig van olyan műve, amit ne zenésítettek volna meg operaként.
»Az önző csak magának élt, de végül átok ült reá. A mélybe kétszer szállt alá, nyom nélkül fedte el a rög, lelkéért senki nem könyörög.«
„A múlt század elején nem volt nála kapósabb író. Senkinek sem volt több olvasója és senkit sem fizettek jobban.” – Voinovich Géza
„Shakespeare után ő az az angol író, aki legnagyobb hatással volt az egyetemes irodalomra.” – Szerb Antal

## Élete
Scott skót nemesi családból származott, apja ügyvéd volt, s ő is annak készült. Gyermekkori betegsége következtében az egyik lába lebénult. Az Edinburgh-i Egyetemen jogot tanult, majd apja nyomdokaiba lépve ügyvédnek állt.
Irodalmi pályáját a balladaköltészet tanulmányozásával kezdte, majd fordításokkal folytatta. 1799-ben megjelent népballada-gyűjteménye. Később regényeivel igen sokat keresett és felújította a régi feudális nemesség életmódját. 1818-ban bárói rangot kapott s különböző előlegeket vett fel további regények megírására. Társkiadóként részt vett saját művei kiadásában.
1825-ben súlyos anyagi veszteségek érték, s ezután már csak azért dolgozott, hogy hitelezőit kielégítse. Ez idő tájt derült fény arra is, hogy pályája elején számos történelmi regényt írt álnéven. 1827-ben megjelentette Napóleon életrajzát kilenc kötetben. 1832-ben utat tett a Földközi-tengeren. Nápolyban rosszul lett, majd hazatérve otthonában meghalt.

## Művei

### Történelmi regényei
Akkor fordul el a verses elbeszéléstől, mikor feltűnik vetélytársa, Byron. Új műfajt alkot a történelmi regény megteremtésével, világhírét is ennek köszönheti. Regényei középpontjában nem a történelem, hanem a regényes szerelem áll. Mindez azonban határozott, hiteles történelmi háttér megrajzolásával, korfestéssel jár. Tipikus eszköze a sajátságosan romantikus elem: a csoda (wonder), az a csoda, amit a hősök annak hisznek. Scott meglehetősen régészi beállítottságú volt, szenvedélyesen gyűjtötte a különböző középkori tárgyakat, tanulmányozta a szokásokat. Az emberek lelki életének leírásával azonban még nem foglalkozott.
angol és európai középkori regényei: 
- Ivanhoe (1820)
- A kolostor (1820)
- Kenilworth (1821)
- Quentin Durward (1823)
- Keresztes vitézek történetei – A jegyesek, A talizmán (1825)

skót történelmi művei: 
- Marmion (1808) – elbeszélő költemény
- A tó hölgye (1810) – elbeszélő költemény
- Waverley (1814) – regény
- Rob Roy (1818) – regény
- Puritánok utódai – regény
- Midlothian Szíve (1818) – regény
- A lammermoori nász (1819) – regény
- Puritánok utódai
- Nigel jussa
- Redgauntlet (1824) – regény
- A fekete törpe – regény

## Emlékezete
1970 óta Walter Scott portréja látható a Bank of Scotland papírpénz kibocsátási joggal rendelkező brit kereskedelmi bank 5, 10, 20, 50 és 100 font sterlinges bankjegyeinek előoldalán. Scott életében támogatta a skót kereskedelmi bankok bankjegykibocsátási jogát. 

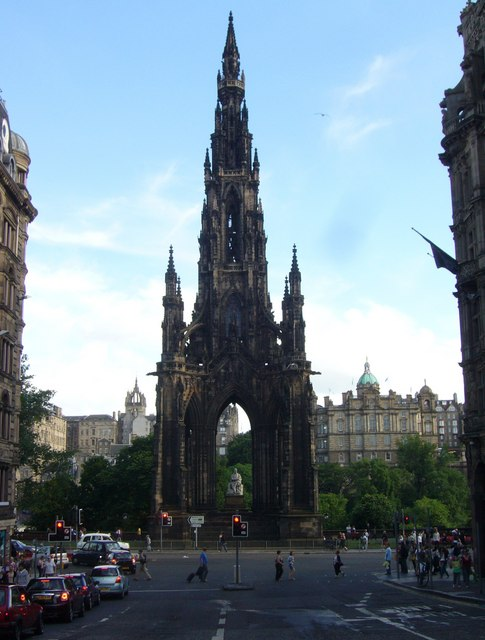
Walter Scott emlékműve Edinburgh-ban.
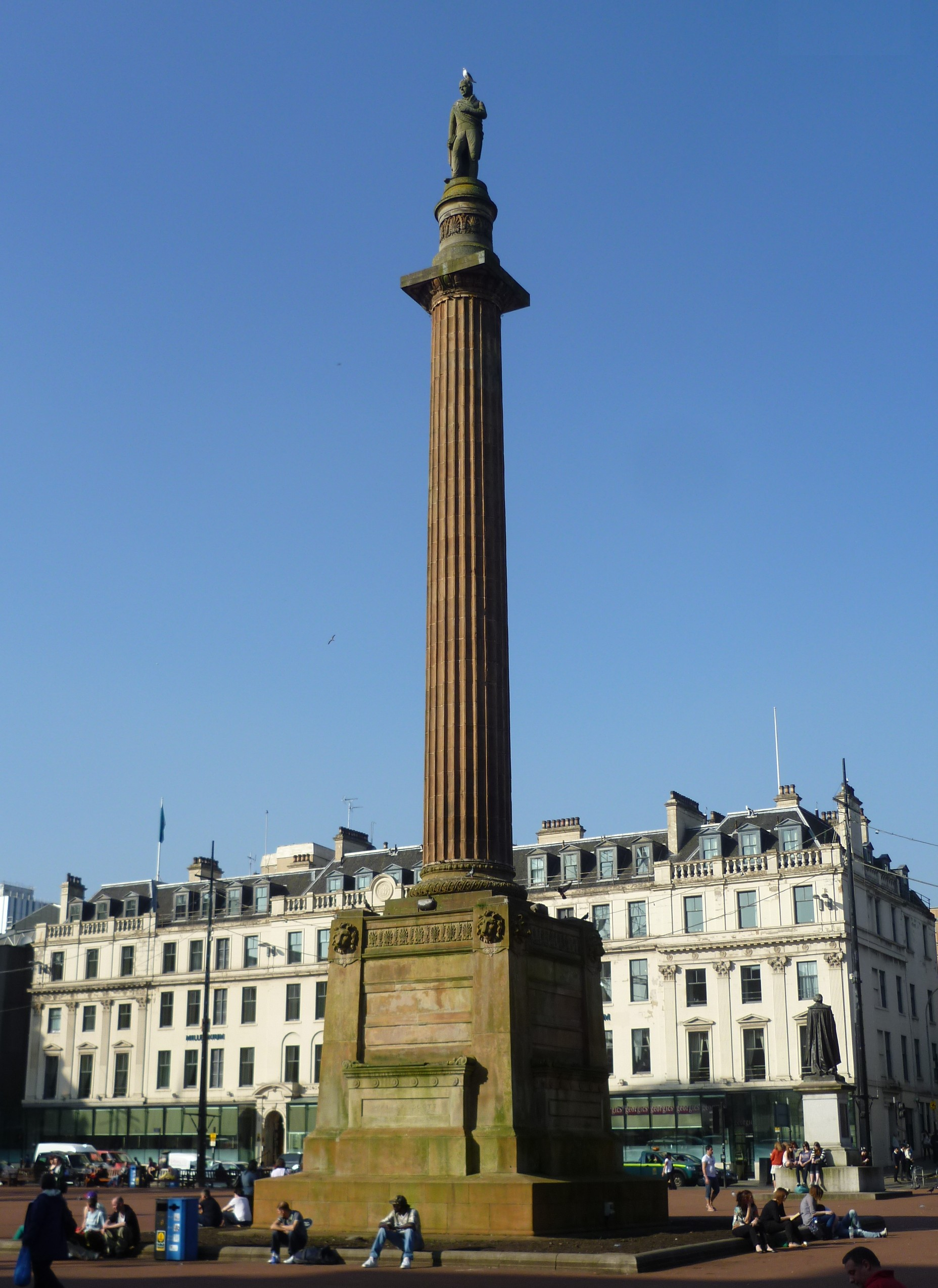
Walter Scott emlékműve Glasgow-ban.
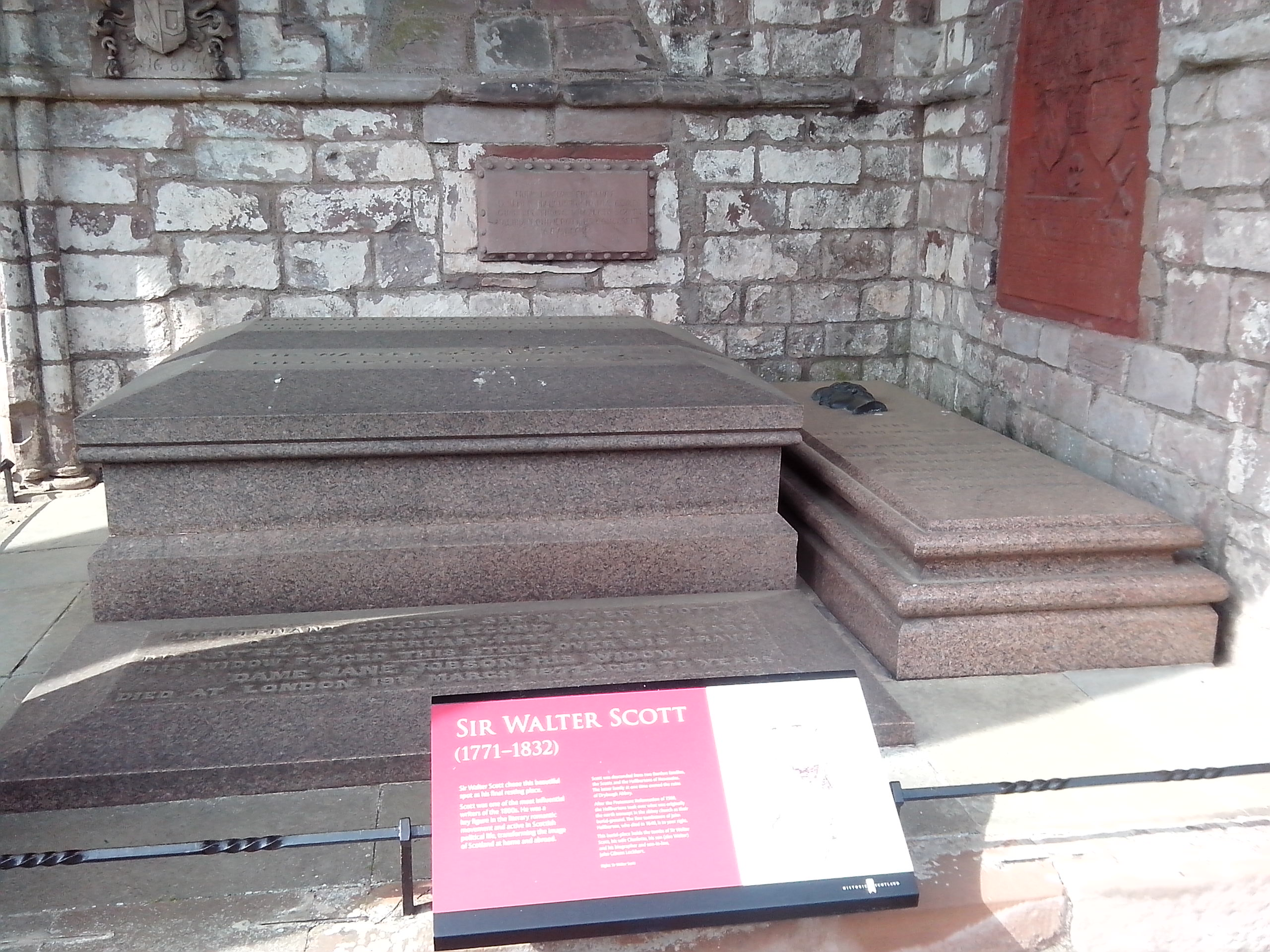
Walter Scott és családtagjainak síremléke, Dryburgh apátság.

## Magyarul

### 1919-ig
- Ivanhoe. Román, 1-3.; ford. Thaisz András; Wigand, Pest, 1829
- A lammermoori menyasszony; ford. Palóczy L. Lajos; Ráth, Bp., 1874 (A magyar nemzet jutányos családi könyvtára)
- Peveril lovag. Regény; ford. Frecskay János; Athenaeum, Bp., 1874
- A kárpitozott szoba. Elbeszélés; ford. Dáni Ede; Lévai, Ungvár, 1898
- Durward Quentin. Regény; ifjúsági átdolg. Telekes Béla; Lampel, Bp., 1903
- Ivanhoe; ford. Gineverné Győry Ilona; Révai, Bp., 1906 (Klasszikus regénytár)

### 1920–1944
- A fekete törpe; ford. Biró Sándor; Ifjúsági, Bp., 1921
- Quentin Durward, 1-2.; ford. Csillay Kálmán; Nova, Bp., 1928 (Regények-regényei)
- A titkos házasság. Regény, 1-2.; ford. Forró Pál; Légrády, Bp., 1929 (Pesti Hírlap könyvek, 79-80.)
- A kínai váza. Regény; ford. Goerl István; Légrády, Bp., 1929 (Pesti Hírlap könyvek, 84.)
- A talizmán. Regény, 1-2.; ford. Forró Pál, Légrády, Bp., 1929 (A Pesti Hírlap Díszkönyvtára. A világirodalom új és régi remekei)
- Mid-Lothian szíve. Regény, 1-2.; ford. Sebestyén Ede; Légrády, Bp., 1930 (Pesti Hírlap könyvek, 129-130.)
- Ivanhoe; ford. Salgó Ernő; Az Est–Pesti Napló, Bp., 1935 (Filléres klasszikus regények)

### 1945–1989
- Waverley vagy hatvan évvel ezelőtt. Regény; ford. Bókay János; Révai, Bp., 1949 (A realizmus mesterei)
- Ivanhoe; ford. Szinnai Tivadar, versford. Weöres Sándor; Csehszlovákiai Magyar Kiadó, Bratislava, 1955
- Quentin Durward. Regény, 1-2.; ford. Szávai Nándor, Máthé Elek, utószó, jegyz. Szávai Nándor; Szépirodalmi, Bp., 1957
- Rob Roy. Regény; ford., utószó Szinnai Tivadar, versford. Weöres Sándor; Móra, Bp., 1959
- A talizmán. Regény, 1-2.; ford. Szász Imre, Vajda Miklós, utószó Szász Imre; Szlovákiai Szépirodalmi Kiadó, Bratislava, 1963
- Puritánok utódai. Regény; ford. Szinnai Tivadar, versford. Eörsi István, Weöres Sándor, bev. Ungvári Tamás; Európa, Bp., 1964 (A világirodalom klasszikusai)
- A lammermoori nász. Regény; ford. Kulin Ilona, versford. Tandori Dezső; Európa, Bp., 1967 (A világirodalom remekei)
- Kenilworth; ford. László Balázs, versford. Dávidházi Péter; Európa, Bp., 1971 (A világirodalom remekei)
- Redgauntlet; ford., utószó Bart István, versford. Dávidházi Péter; Európa, Bp., 1972
- A fekete törpe. Kisregények; vál. Geher István, ford. Donga György et al., utószó Bart István; Európa, Bp., 1974
  - A Canongate-i krónikák bevezetője; ford. Takács Ferenc
  - A fa asszonya; ford. Vajda Gábor
  - A két hajcsár; ford. Udvarhelyi Hanna
  - A fekete törpe; ford. Donga György
- Nigel jussa; ford. Kászonyi Ágota, szerzői jegyz., versford. Geher István, utószó Bart István; Európa, Bp., 1975
- Waverley; ford., utószó Bart István, versford. Tandori Dezső; Európa, Bp., 1976
- A lovag. Regény; ford. Szegő György, utószó Bart István; Európa, Bp., 1978
- Midlothian Szíve; ford. Gy. Horváth László, utószó Bart István; Európa, Bp., 1980
- A kárpitos szoba. Kisregény. Elbeszélések; ford. Bart István, Donga György, Udvarhelyi Hanna; Kriterion, Bukarest, 1982

### 1990–
- Rob Roy; ford. Szinnai Tivadar, átdolg. Zékány Éva; Móra, Bp., 1990
- Oroszlánszívű Richárd; ford. Majtényi Zoltán; Pesti Szalon, Bp., 1993 (A világirodalom legszebb történetei)
- Ivanhoe; ford. Bart István, versford. Weöres Sándor; Európa, Bp., 1993 (Európa klasszikus regények)
- Ivanhoe; átdolg. Maria Danesi, rajz Cosimo Musio, ford. Varga Judit; Juventus, Bp., 1997 (Kalandos regények tára)
- A skót íjász; ford. Máthé Elek, Szávai Nándor; Aquila, Debrecen, 1999 (Krónikás könyvek)